# روبرت غيبهارت
روبرت غيبهارت (20 سبتمبر 1920 في ألمانيا - 8 فبراير 1986 في ألمانيا) (بالألمانية: Robert Gebhardt)‏ هو مدرب كرة قدم ولاعب كرة قدم ألماني في مركز الوسط. لعب مع نادي سانت باولي ونادي نورنبرغ وLuftwaffen-SV Hamburg ‏ ونادي بريمرهافن ‏.

## وصلات خارجية
- روبرت غيبهارت على موقع قاعدة بيانات كرة القدم.إي يو (الإنجليزية)
- روبرت غيبهارت على موقع بيانات كرة القدم. دي إي (الألمانية)
- روبرت غيبهارت على موقع عالم كرة القدم.نت (الإنجليزية)